# Byre (île)
Byre est une petite île habitée de la commune de Stavanger, dans le comté de Rogaland en Norvège, dans la mer du nord.

## Description
Elle est l'une des plus petites îles habitées de la commune, avec environ 9 résidents permanents. Elle se situe au sud de l'île Halsnøya (au nord) et l'île Fogn (au sud), dans le groupe des îles de Finnøy. 
L'île possède de bonnes terres arables et quatre fermes y sont installées faisant de la culture fruitière. Plusieurs sépultures datant de l'âge du fer ont été découvertes, ainsi qu'une pierre-phallus datant de la même période